# Вельке Косіги
Вельке Косіги (словац. Veľké Kosihy) — село в окрузі Комарно Нітранського краю Словаччини. Площа села 24,27 км². Станом на 31 грудня 2015 року в селі проживало 965 жителів.

## Історія
Перші згадки про село датуються 1268 роком.

## Географія
Протікає канал Голяре-Косіги.

## Населення
| Рік:            | 1994. | 2004.   | 2014.   | 2024.   |
| --------------- | ----- | ------- | ------- | ------- |
| Кількість осіб: | 986   | 987     | 982     | 956     |
| Різниця:        |       | +0,10 % | -0,50 % | -2,64 % |

| Рік:            | 2023. | 2024.   |
| --------------- | ----- | ------- |
| Кількість осіб: | 958   | 956     |
| Різниця:        |       | -0,20 % |